# 香港青衣島街道列表
本列表為香港青衣島街道的一覽表。1978年10月青衣五條道路獲得青衣鄉事委員會認可理民府的命名徵詢，1979年7月刊憲命名。

## 青衣北

### 
担杆山路（英語：Tam Kon Shan Road）是香港葵青区青衣岛的一条道路，连接担杆山交匯處及樟树头的香港水泥厂和香港船厂，全长大约1.5公里。设有支路通往青衣北岸公路。

## 青衣中

### 青衣西路

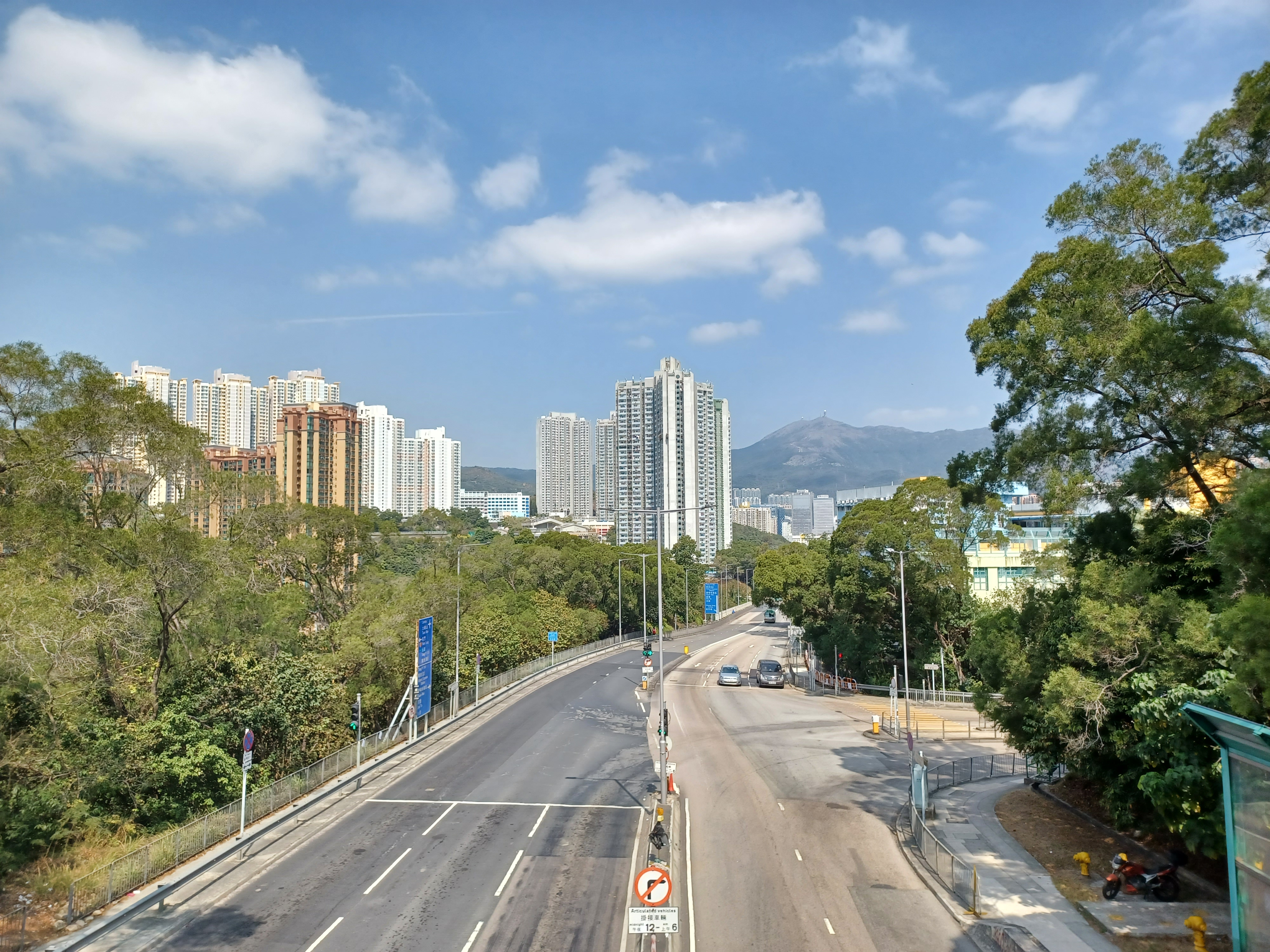
青衣西路近青華苑

青衣西路是香港的一條道路，位於新界青衣島島上，為該島的主要道路之一。道路北端連接楓樹窩路，南端連接青衣路。這條道路是連接青衣西至青衣南工業區主要道路之一。為青衣新市鎮發展之一。道路的其中一段為寮肚橋，是香港少數跨越山谷的行車天橋。
1997年5月，青嶼幹線通車，大量來自荃灣及葵青的車輛需要經過青衣市中心進出青嶼幹線，導致青衣西路使用狀況出現飽和，直至2002年2月青衣北岸公路通車後，情況大大改善。

### 楓樹窩路
楓樹窩路（英語：Fung Shue Wo Road）是香港新界葵青區青衣的一條主要道路，北至担杆山交匯處，南至青衣碼頭巴士總站，全長大約1.1公里。此道路是继青敬路外，又一條青衣島的南北大動脈。

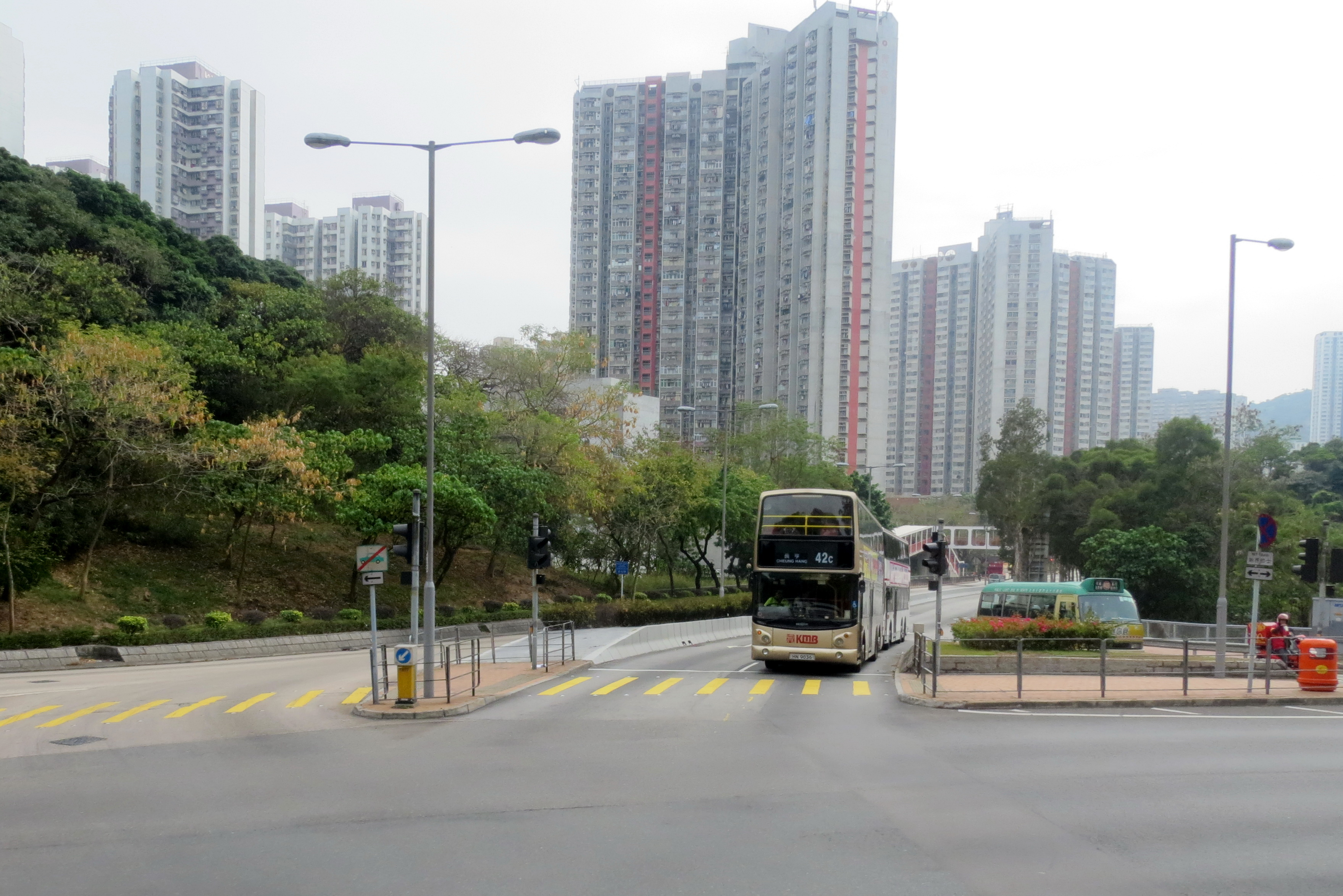
楓樹窩路與青衣西路的交界，後方為青衣邨。

### 青敬路
青敬路（英語：Tsing King Road）為一條香港街道，位於新界青衣島中部，連接擔桿山交匯處及楓樹窩迴旋處，是青衣島的一條重要街道。街旁建有多項重要設施，包括青衣站、青衣公園、青衣綜合大樓、青衣運動場、青衣游泳池。而且青衣有多個大型屋苑都建於路旁。

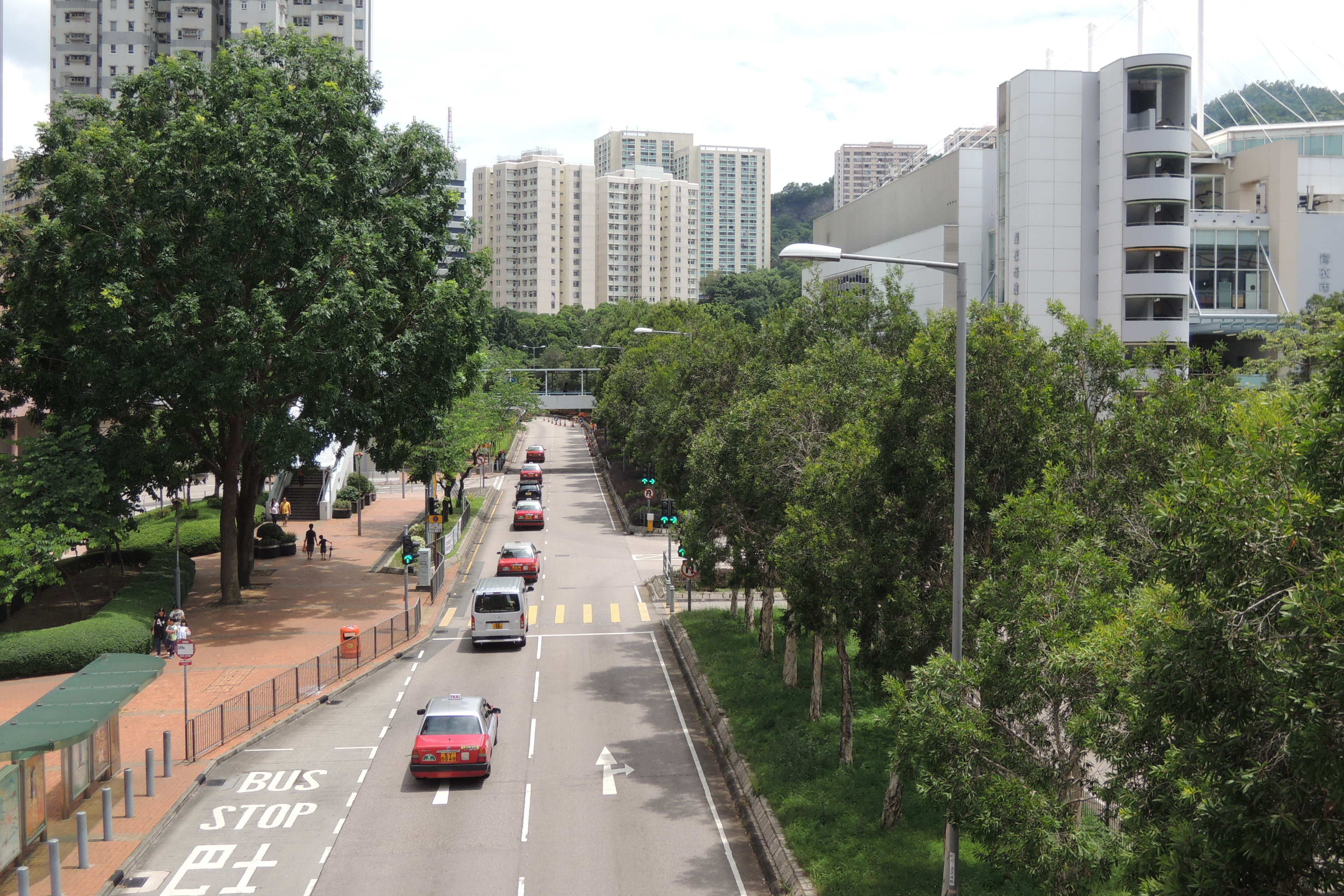
青敬路近青衣市政大廈
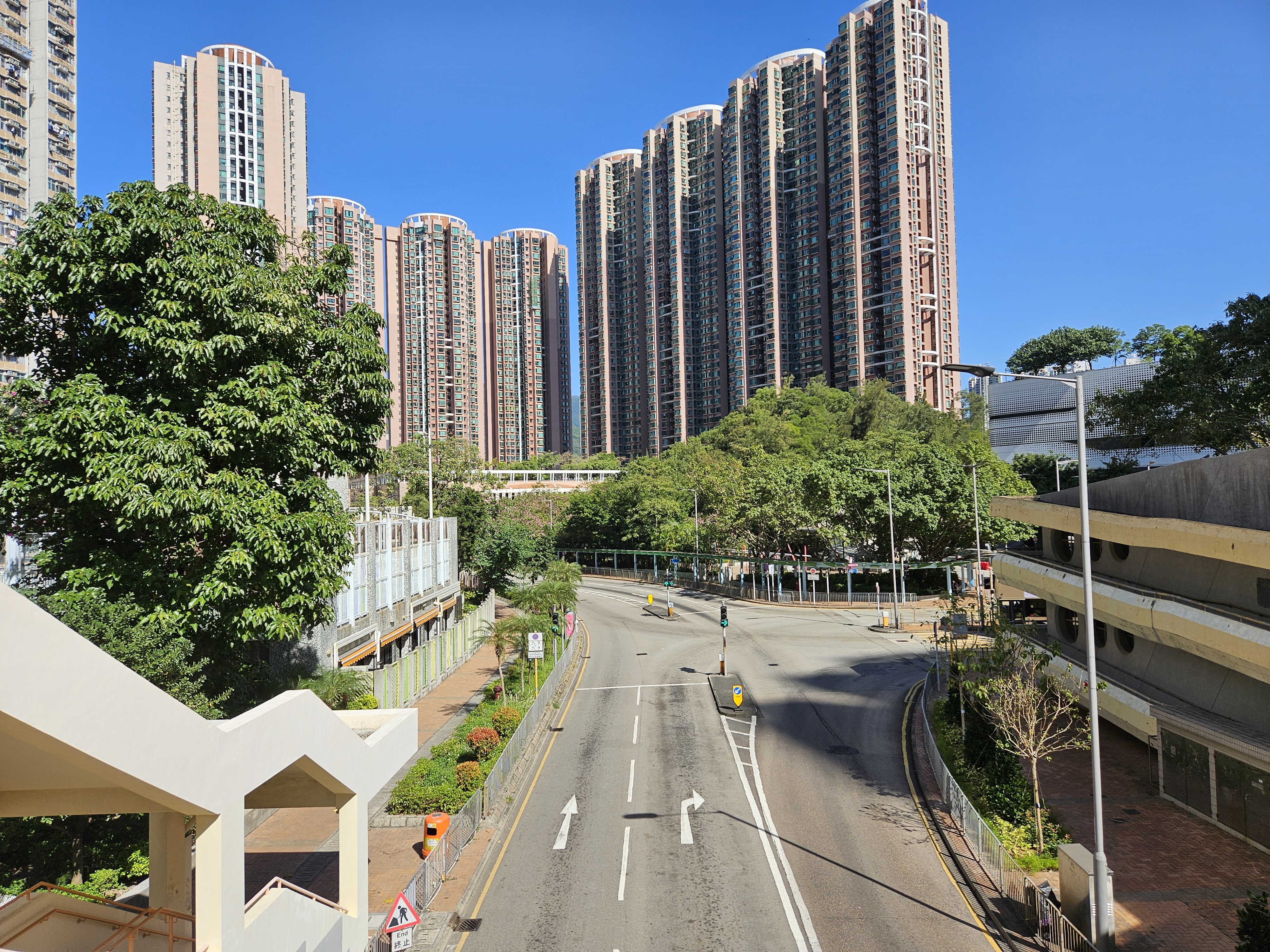
青敬路近地利亞（閩僑）英文小學
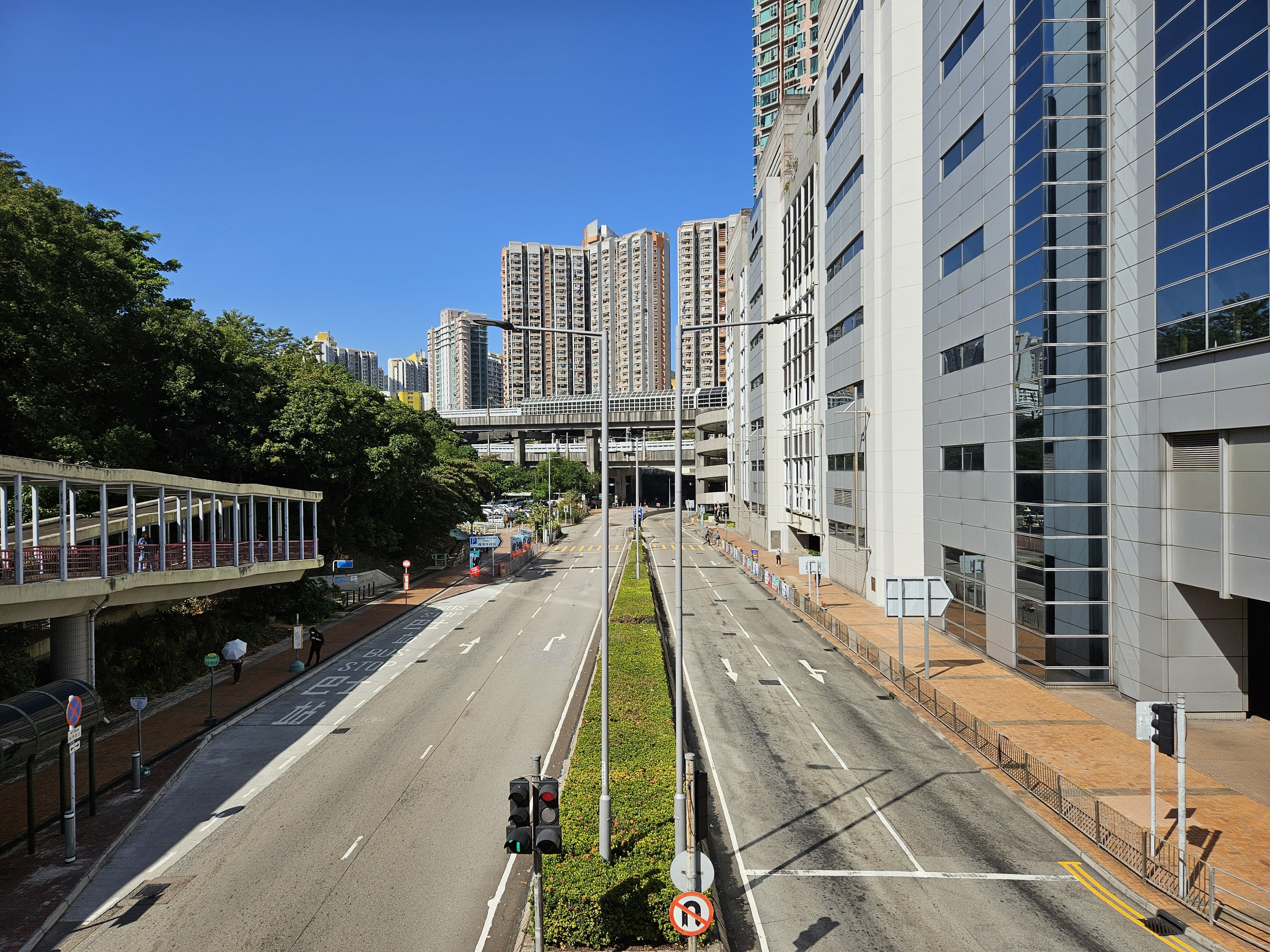
青敬路近青衣游泳池一段

### 青衣鄉事會路

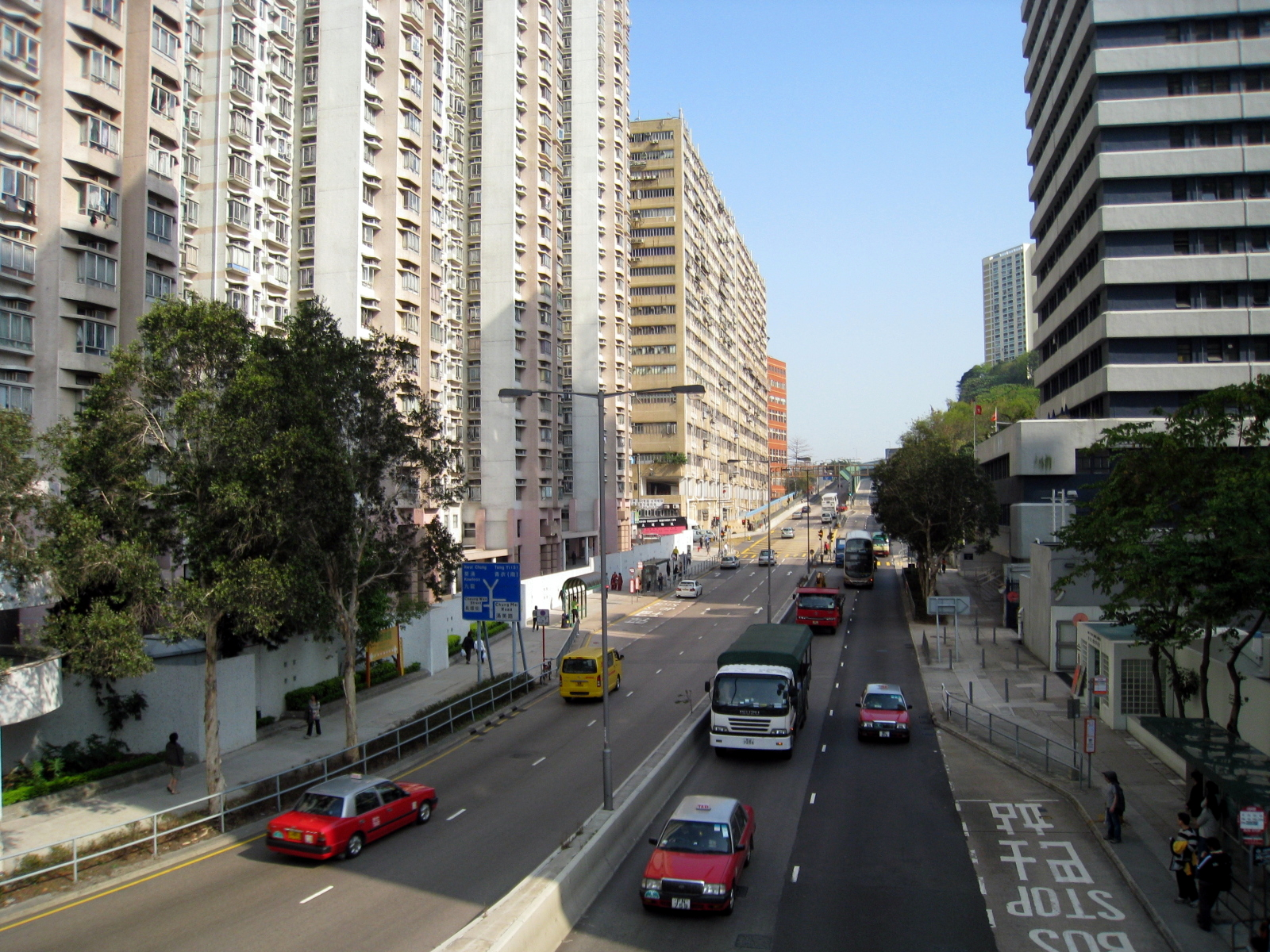
青衣鄉事會路

青衣鄉事會路（英語：Tsing Yi Heung Sze Wui Road）是香港新界青衣島一條道路，北接楓樹窩迴旋處，南到青衣路近青衣大橋，得名自青衣鄉事委員會。

#### 交匯道路

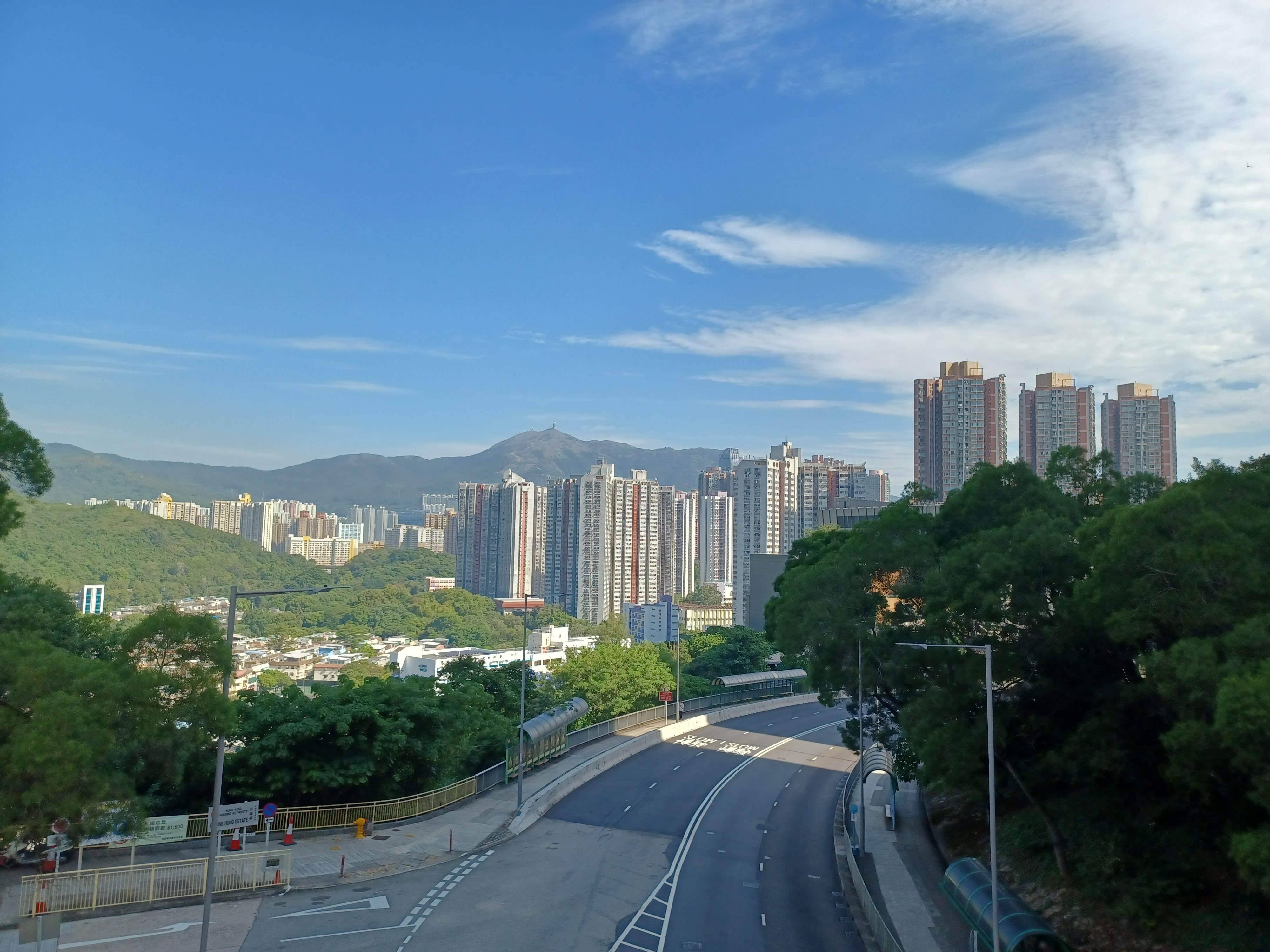
涌美路近長康邨康祥樓
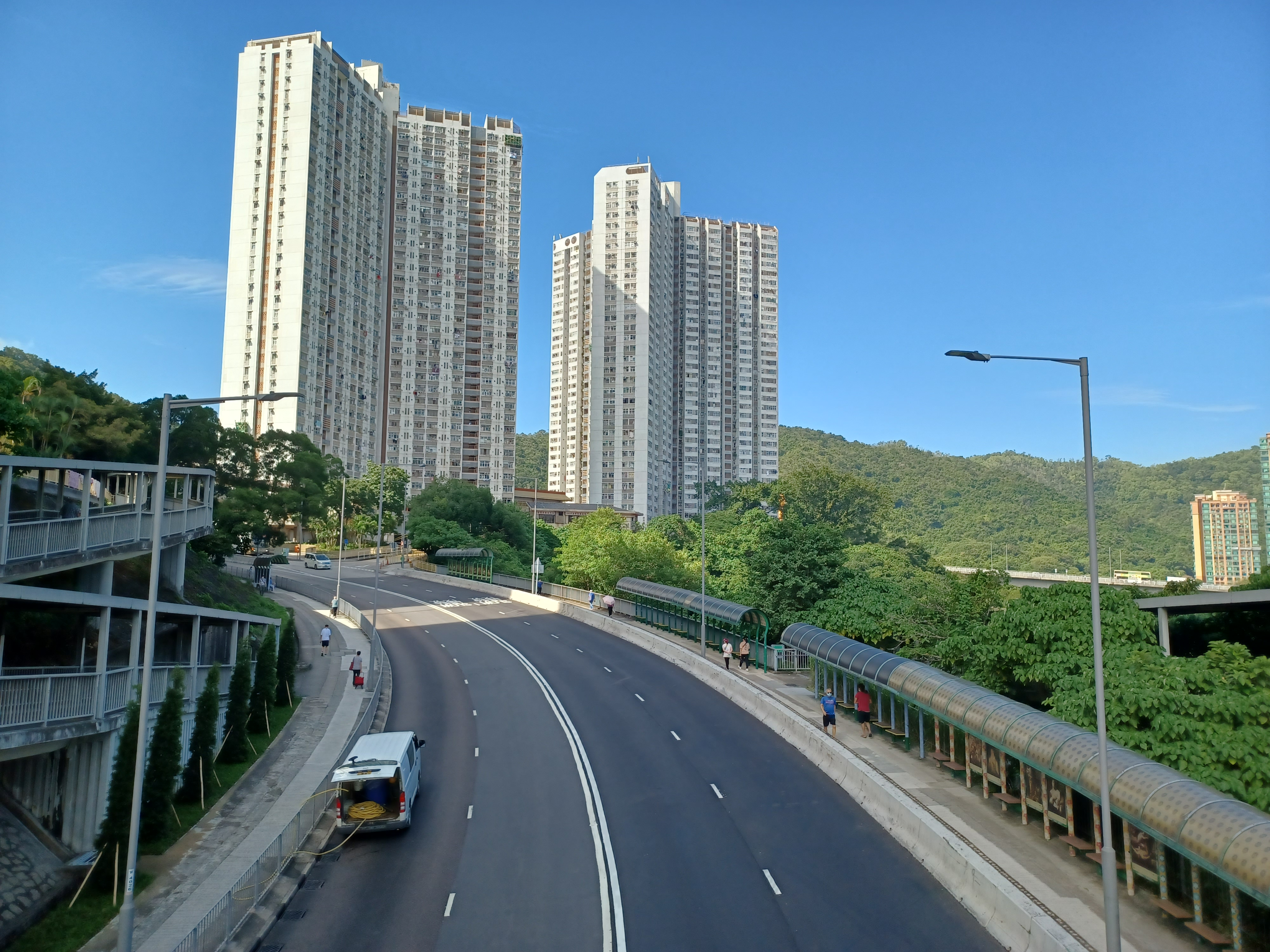
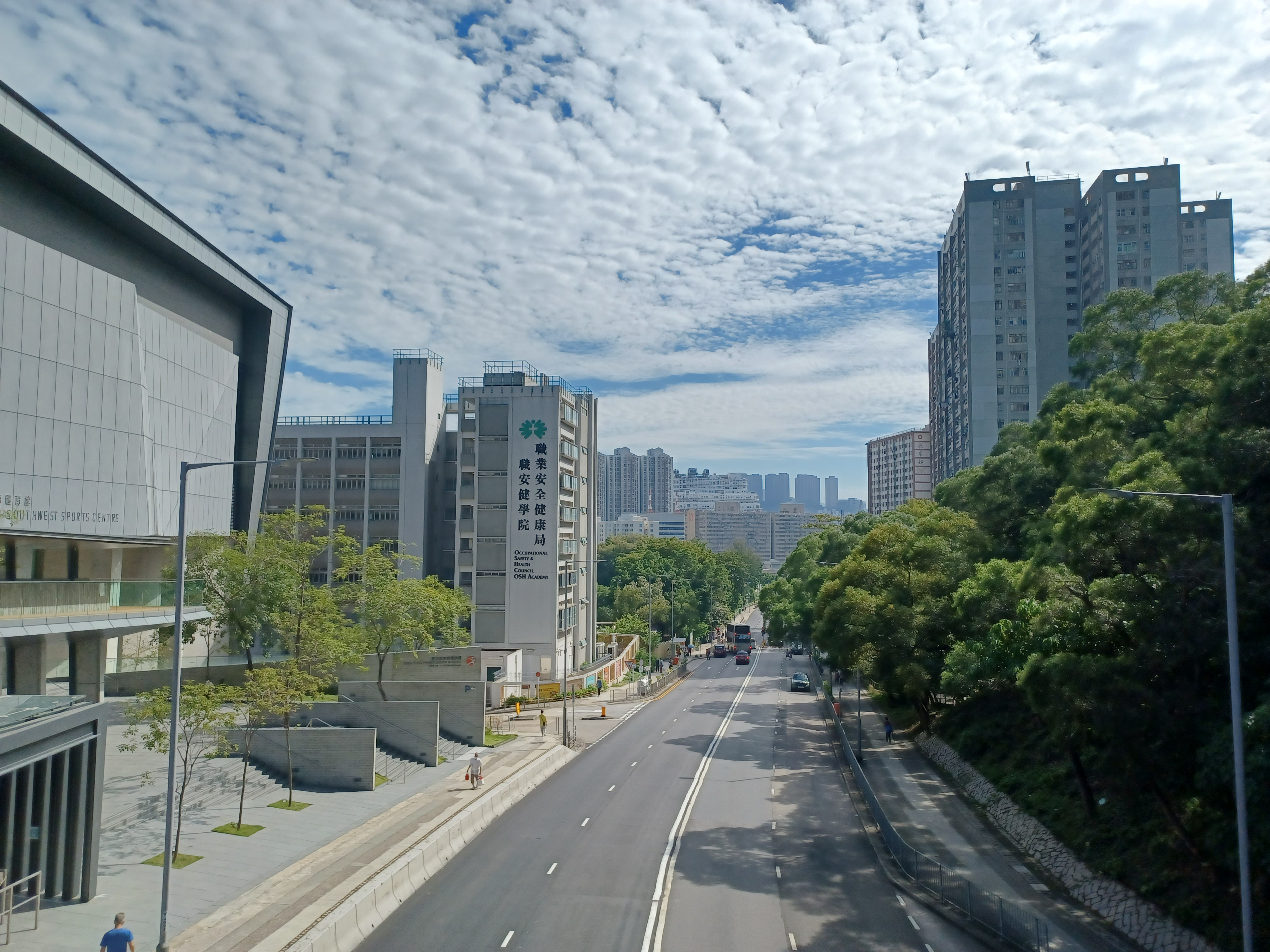
涌美路近青衣西南體育館
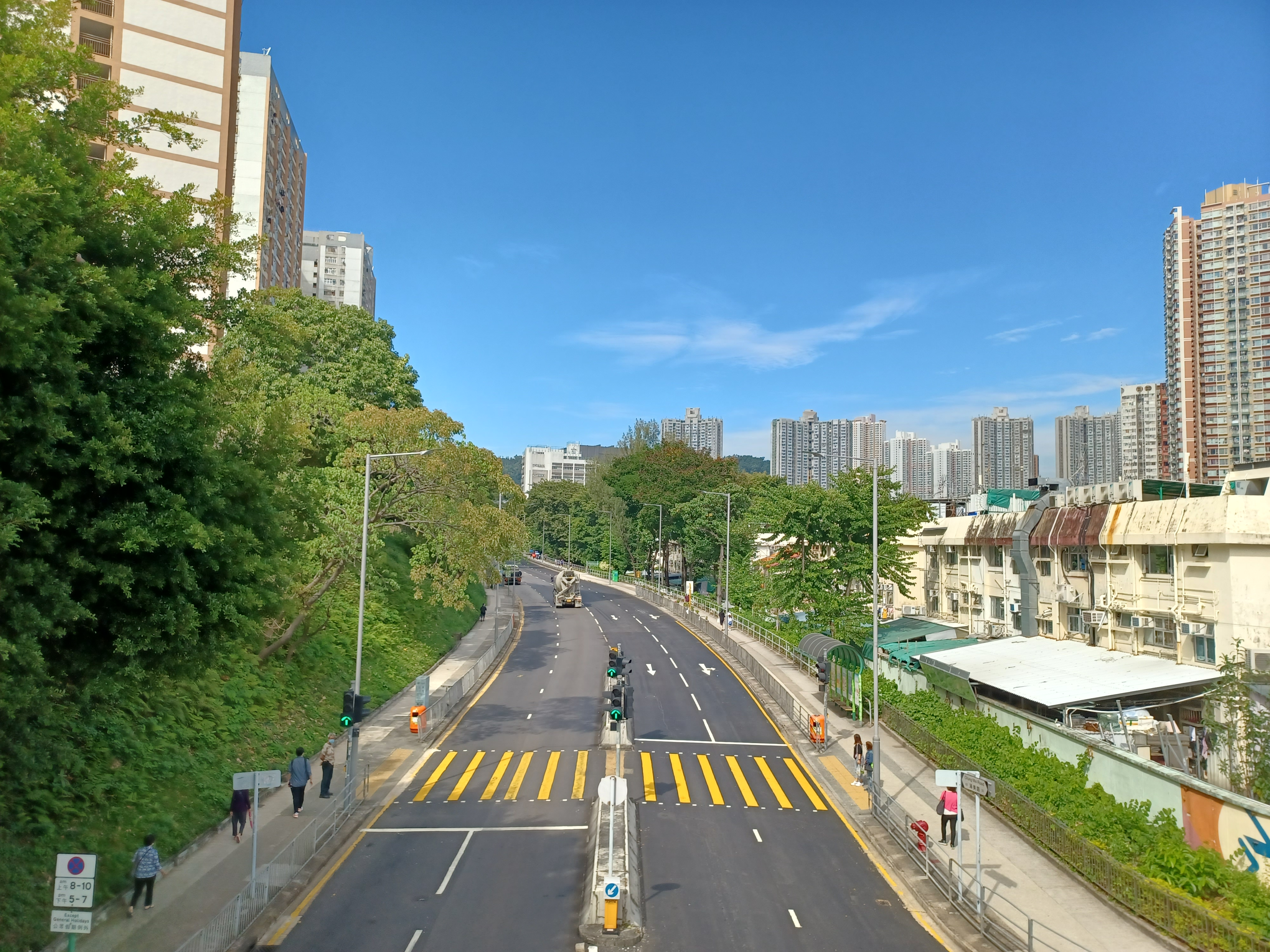
涌美路近涌美老屋村

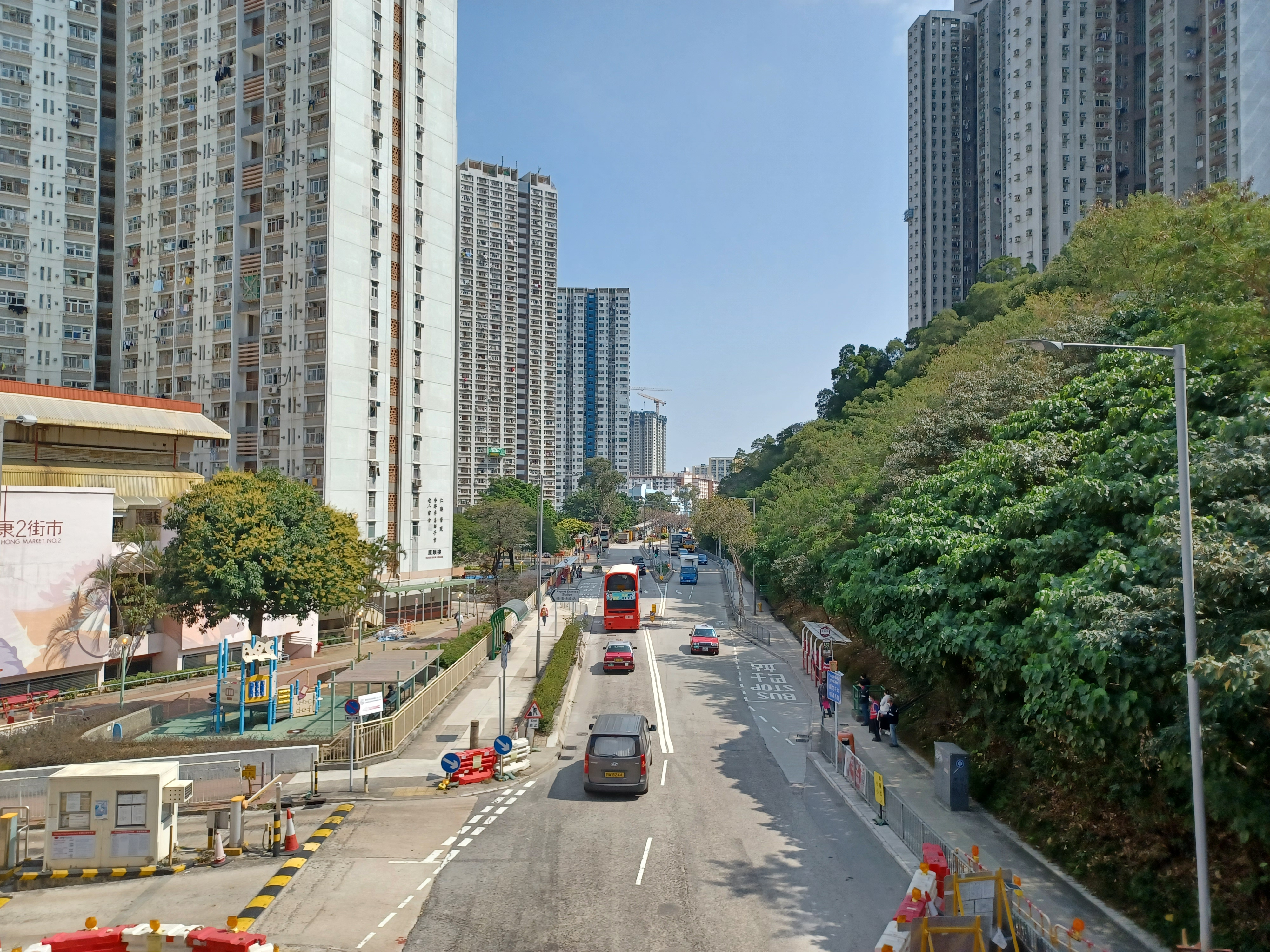
青康路近長康邨康順樓
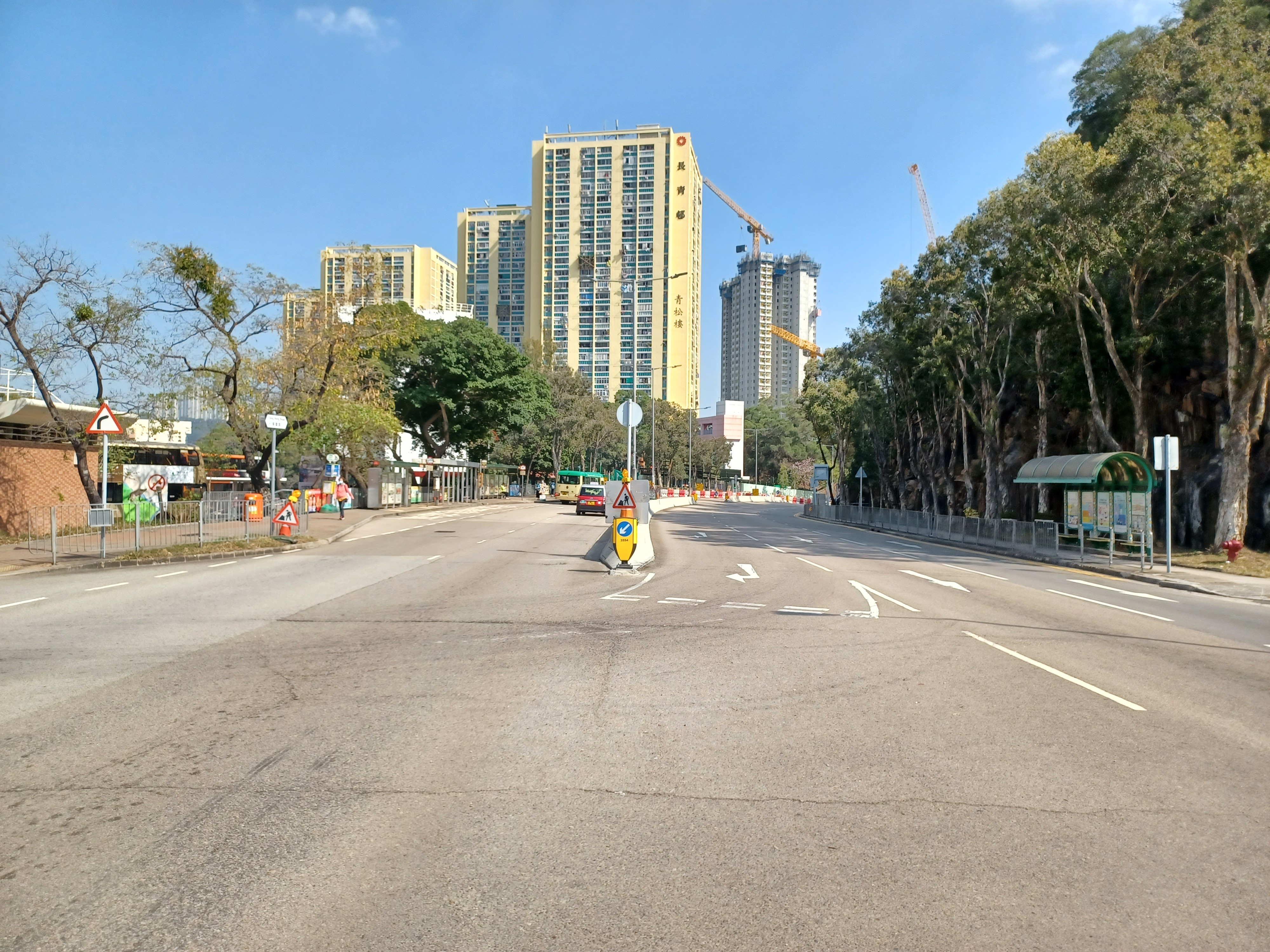
青康路近長青巴士總站
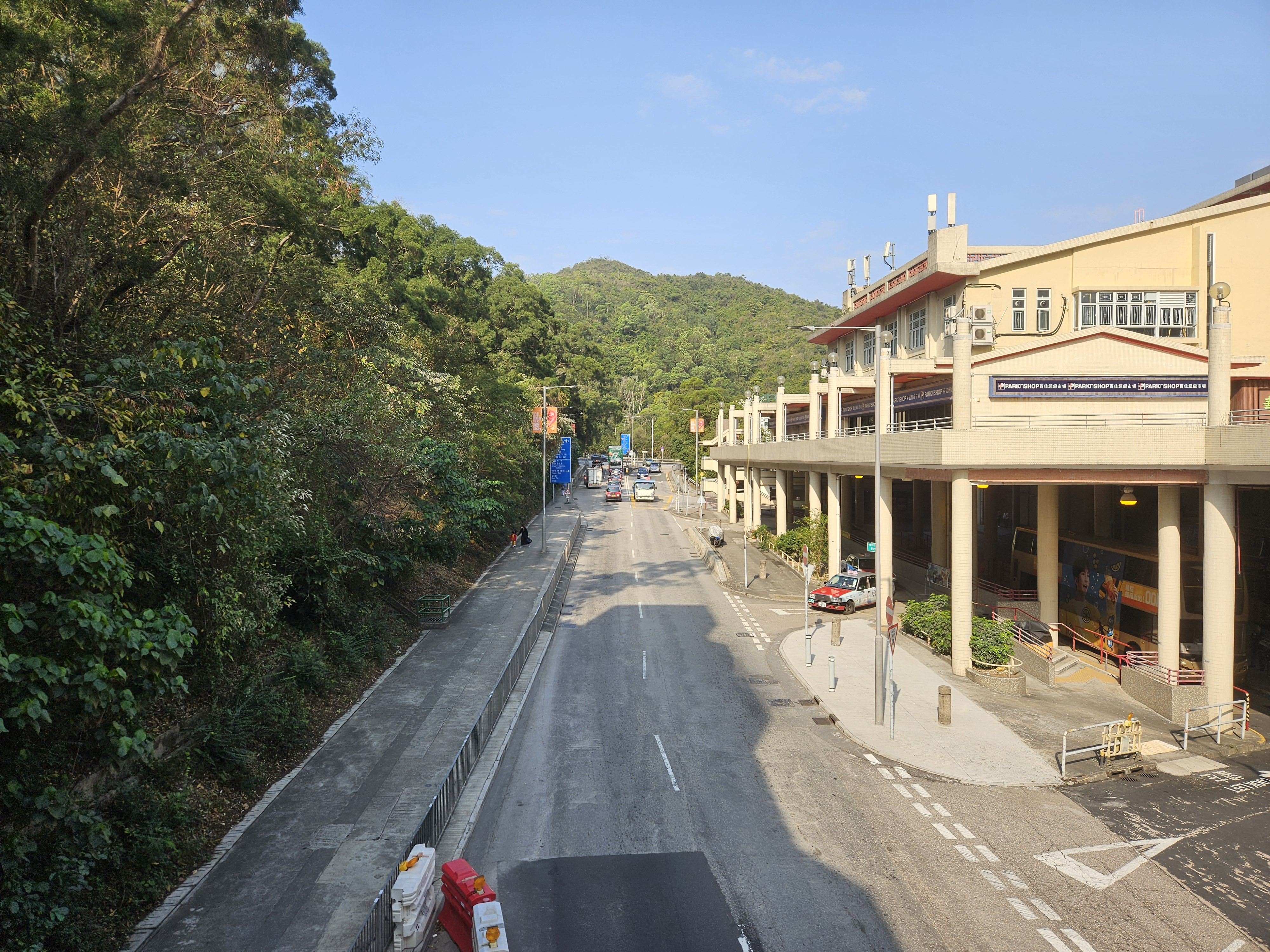
青康路近長康巴士總站

- 青敬路
- 楓樹窩路
- 長環街
- 涌美路
- 葵青路
- 青衣大橋
- 青衣路

### 青綠街
青綠街（英語：Tsing Luk Street）是香港新界青衣島一條道路，西接青葉街交界的迴旋處，東接青敬路。

#### 交匯道路
- 青敬路
- 青葉街

### 青葉街
青葉街（英語：Tsing Yip Street）是香港新界青衣島一條道路，西接楓樹窩路，東端與近青綠街迴旋處結束。

#### 交匯道路
- 楓樹窩路
- 青綠街

## 青衣南

### 涌美路
涌美路（英語：Chung Mei Road）是一條位於香港葵青區青衣中南部的街道，呈東－西走向，東起青衣鄉事會路長青邨青楊樓附近，西面於長康邨康順樓及康祥樓附近連接青康路，圍繞長青邨及長康邨第1期北坡而建，全長約940米，因此本道路大部分路段皆為坡道。全綫皆容許機動車輛作東、西行雙程行駛。

#### 交匯道路
- 青康路
- 上高灘街
- 下高灘街
- 青衣鄉事會路

- 涌美路近長康邨康祥樓
- 涌美路近青衣西南體育館
- 涌美路近涌美老屋村

### 青康路
青康路（英語：Ching Hong Road）是香港的一條道路，位於新界青衣島島上，為該島的主要道路之一。道路西端連接青衣西路，東端連接青衣路。這條道路是連接青衣及葵涌的第一條跨海大橋青衣大橋落成時經已建成，為青衣新市鎮早期發展之一。

#### 交匯道路
- 青衣西路
- 涌美路
- 青芊街
- 青衣路

- 青康路近長康邨康順樓
- 青康路近長青巴士總站
- 青康路近長康巴士總站

### 細山路
細山路（英語：Shai Shan Road）是香港的一條街道，位於新界青衣島南部，因於細山下而命名，長約200米。在該路的盡頭，設有一個掉頭處。該路為一條單線雙程行車的街道並連接青衣路。而且鄰近美景花園及香港專業教育學院青衣分校。街上有一巴士總站，供九龍巴士243M線使用，總站命名為美景花園巴士總站。

#### 交匯道路
- 青衣路

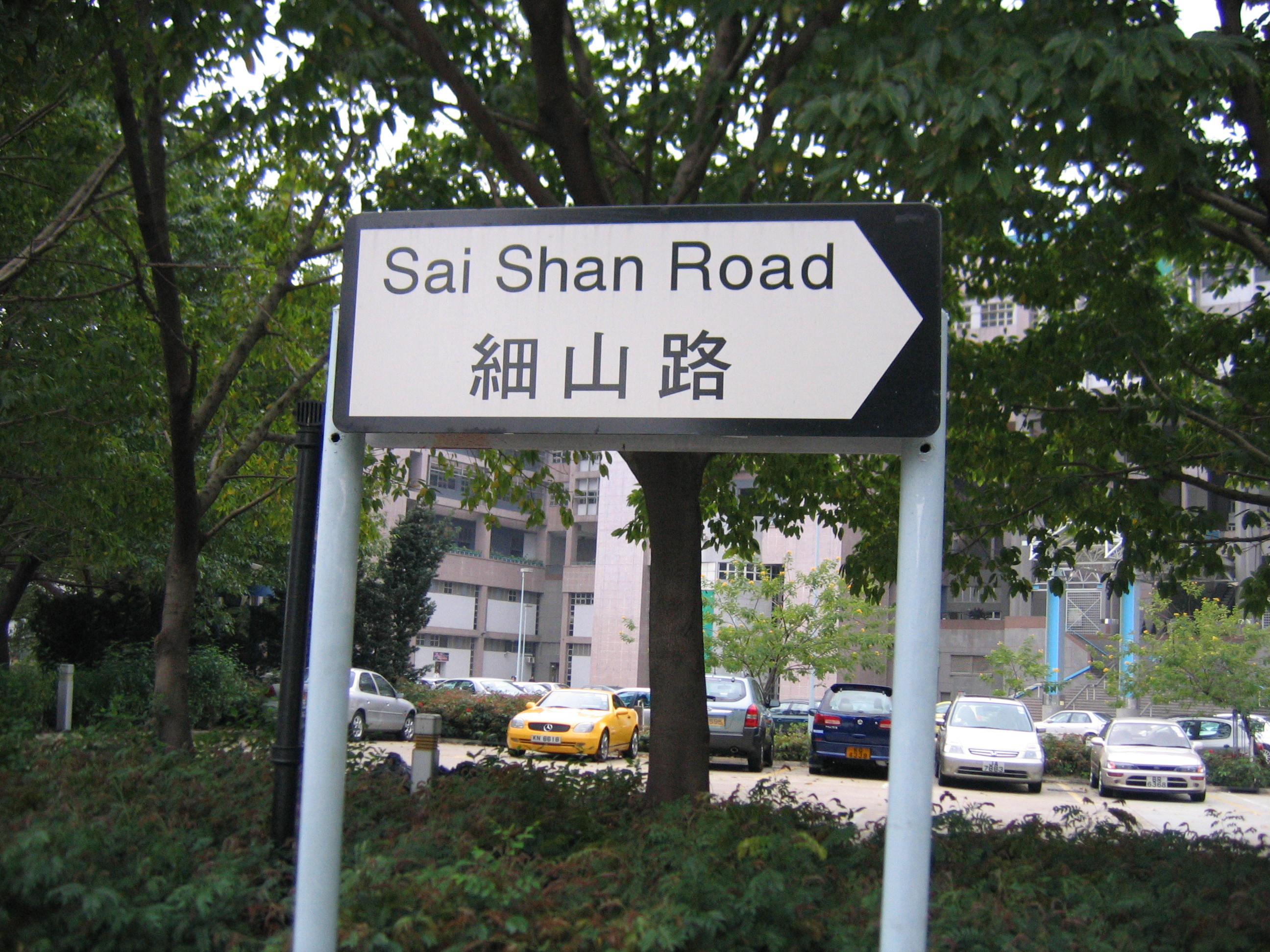
細山路路牌
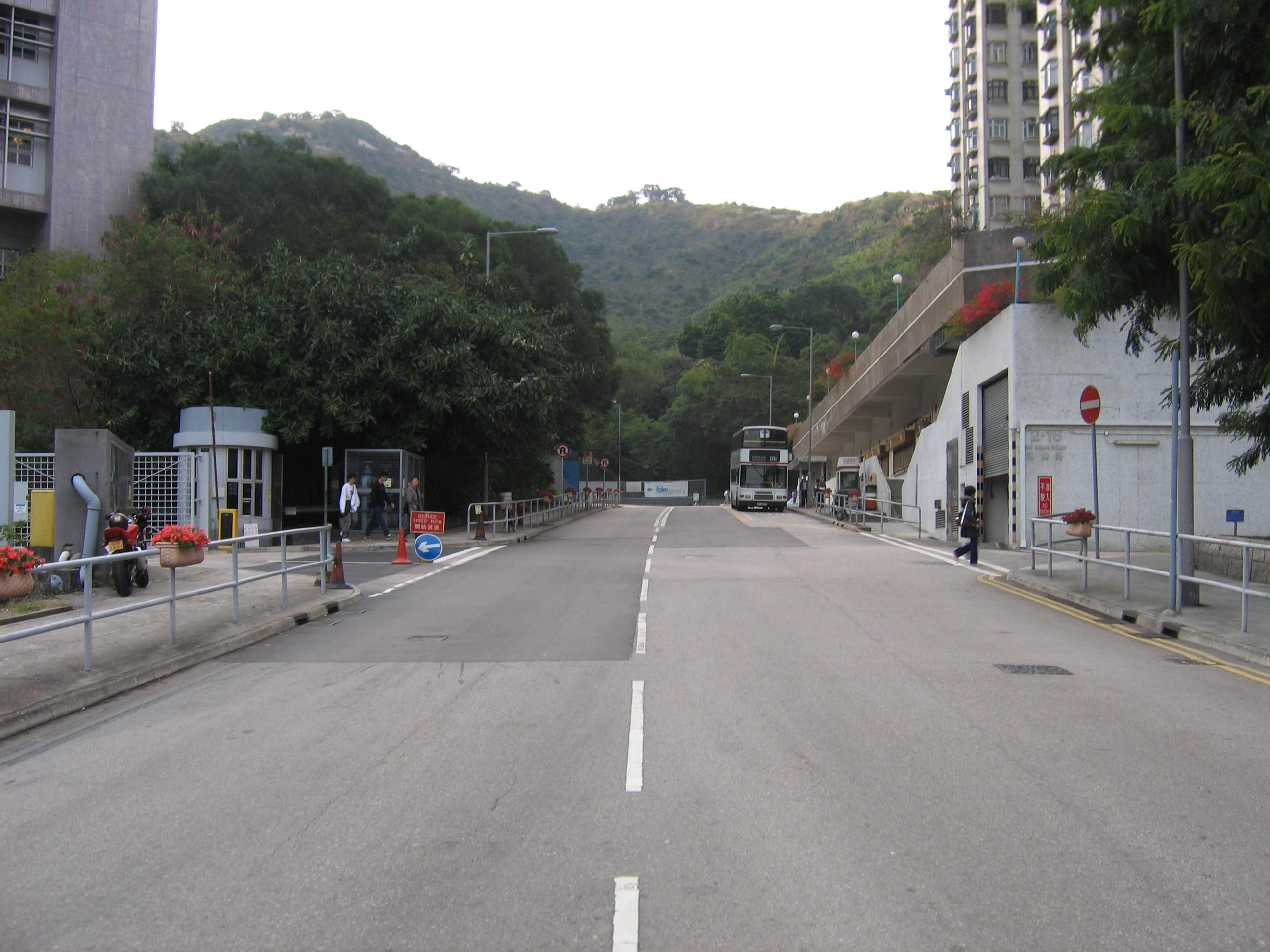
細山路全景
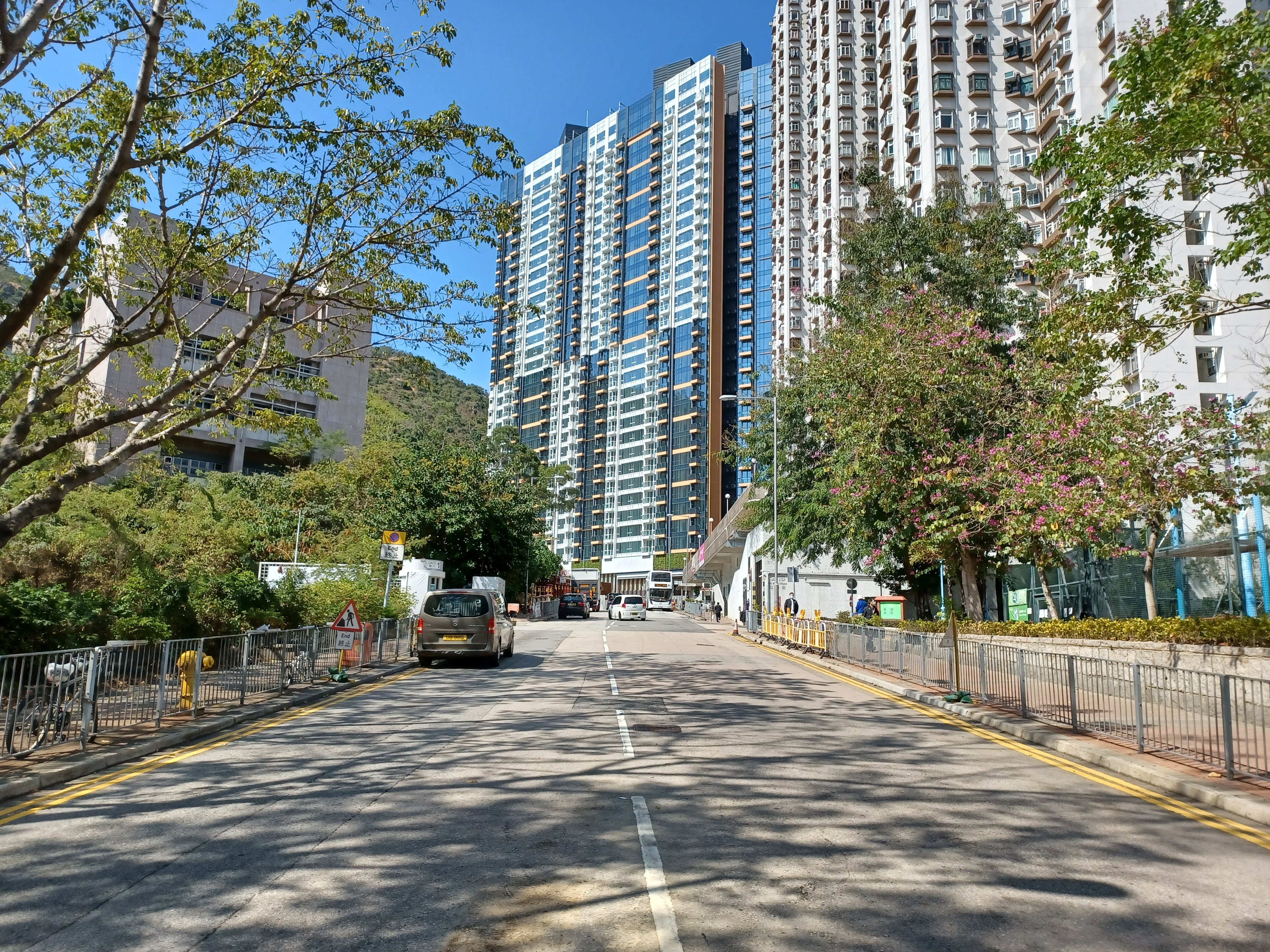
細山路全景（2022年2月）
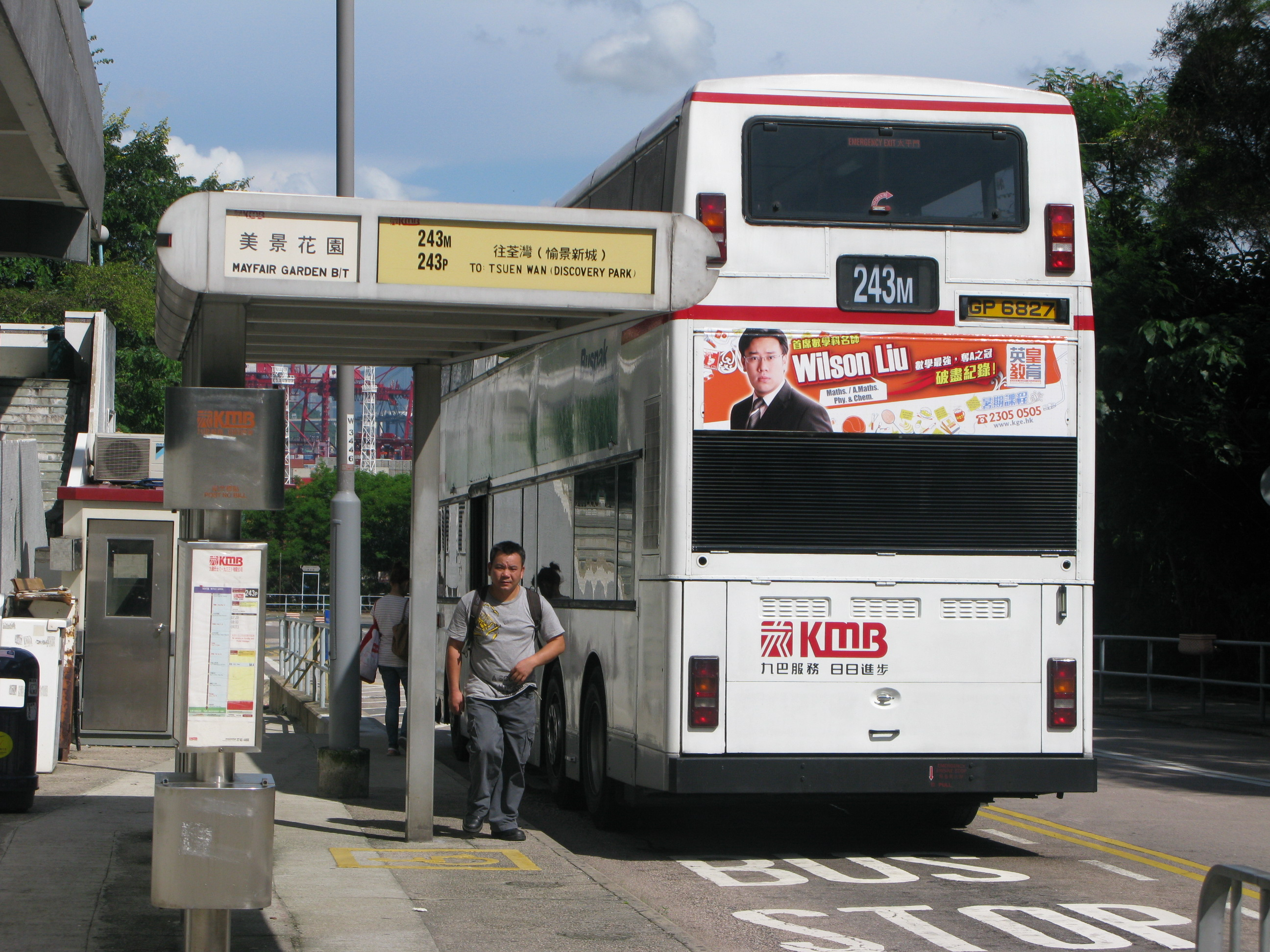
美景花園總站
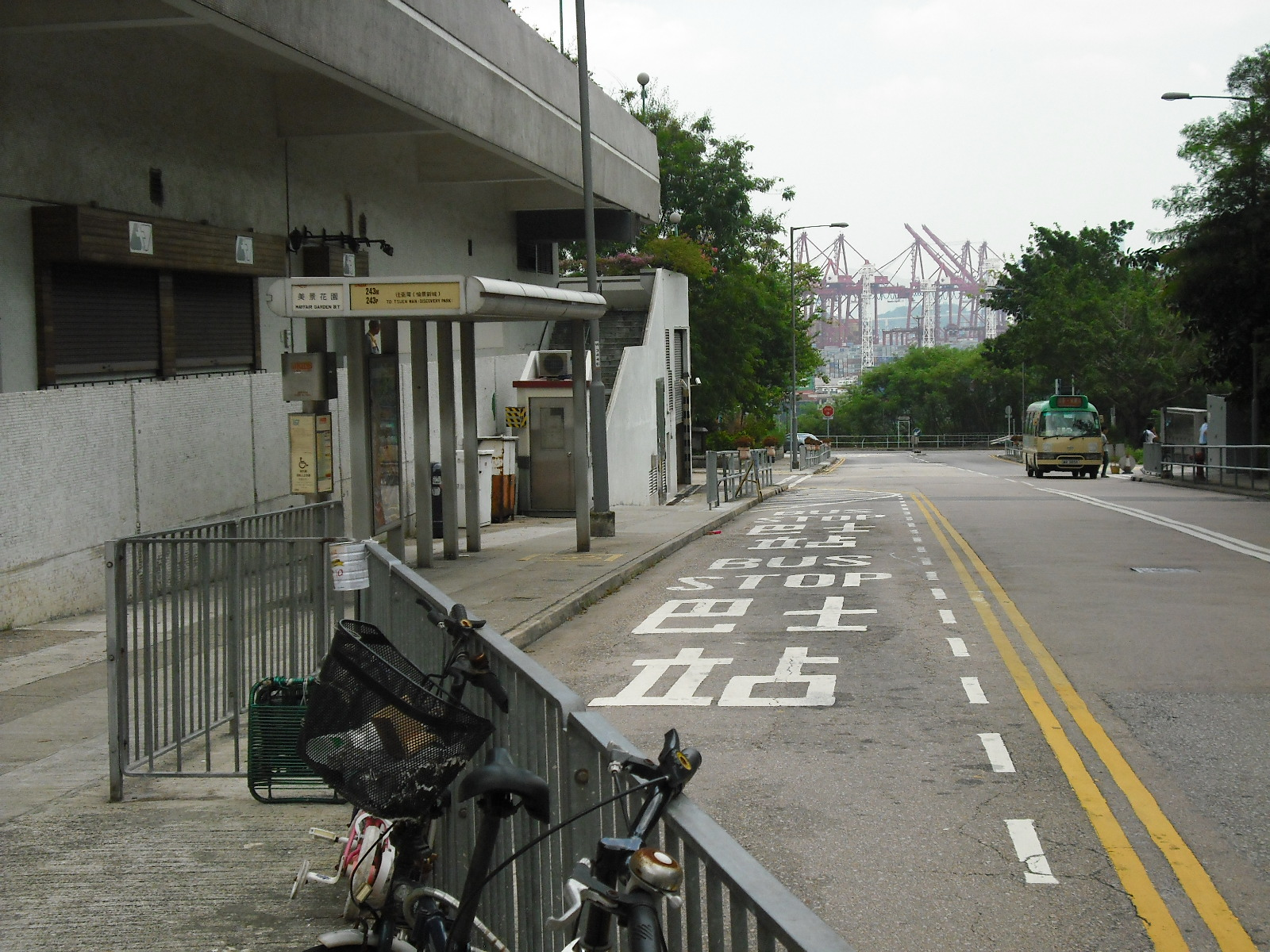
美景花園總站
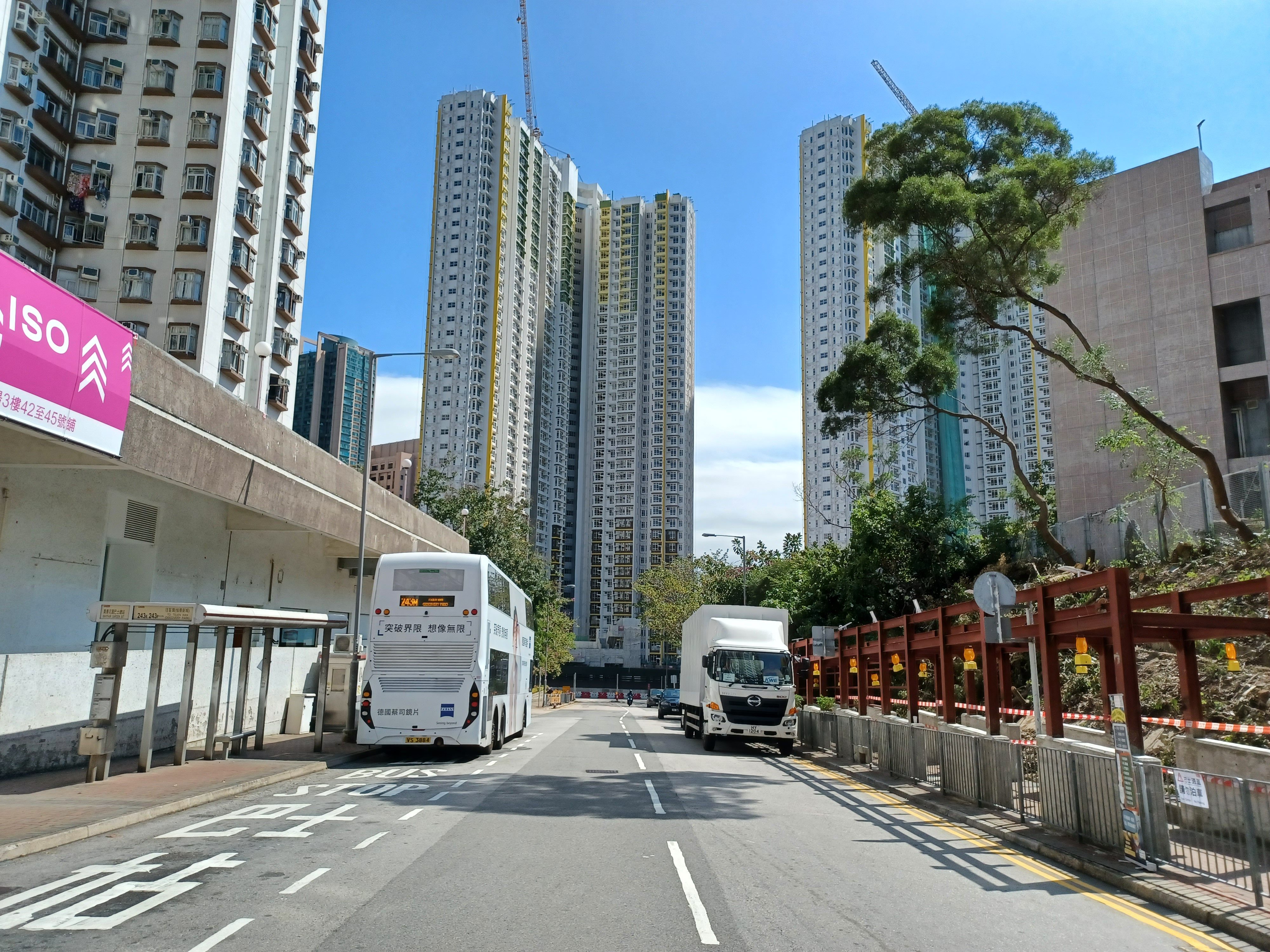
美景花園總站（2022年2月）

## 寮肚山

### 寮肚路
寮肚路（英語：Liu To Road）是葵青區青衣島上的一條街道，因鄰近寮肚村而命名。該路旁興建了數個住宅，包括曉峰園、長亨邨及長宏邨，為以上住宅居民出入的必經之路。而該路連接亨美街及青衣西路，盡頭為青衣自然徑的入口。

#### 交匯道路
- 青衣西路
- 亨美街

1. ↑  . 華僑日報. 1978-10-22.